# Solanum parishii
Solanum parishii là loài thực vật có hoa trong họ Cà. Loài này được A. Heller miêu tả khoa học đầu tiên năm 1906.